# قوبيون أصفر الرأس
قوبيون أصفر الرأس (الاسم العلمي: Gobius xanthocephalus) هو نوع من الأسماك يتبع جنس القوبيون من الفصيلة القوبيونية.